# 효회태후
효회태후 왕씨(曉懷太后 王氏, ? ~ ?)는 중국 위진남북조시대의 인물이자, 서진의 황태후로 추존된 인물이다. 원래 이름은 왕원희(王媛姬)이고, 사마염의 계비 중 한 명이였으며, 서진 회제의 어머니이다. 시호는 효회태후(曉懷太后)이며, 회황태후(懷皇太后)라고도 불린다.
중국 진서에도 그녀의 생애를 알 수 없으나, 당초 무제의 궁에 들어와 재인(才人)에 임명되었으나, 그의 아들인 서진 회제를 낳은 후 일찍 세상을 떠났다. 회제가 즉위한 뒤에 황태후로 추존하여 효회태후(孝懷太后)로 칭해졌다.

## 가족 관계
- 시부 : 태조 문황제 사마소(太祖 文皇帝 司馬昭)
- 시모 : 문명황후 왕씨 왕원희(文明皇后 王氏 王元姫)
  - 황제(남편) : 세조 무황제 사마염(世祖 武皇帝 司馬炎)
    - 제17황자 : 예장왕(豫章王) 사마치(司馬熾) (서진 회제)
    - 황자 비(정후) : 회황후 양씨 양난벽(懷皇后 梁氏 梁蘭璧)

  - 황후(정후) : 무원황후 양씨 양염(武悼皇后 楊氏 楊艶)
    - 제1황자 : 비릉도왕(毗陵悼王) 사마궤(司馬軌)
    - 제2황자 : 황태자 사마충(司馬衷) (서진 혜제)
    - 황태자비(정후) : 혜문황후 가씨 가남풍(惠文皇后 賈氏 賈南風)
    - 황태자비(계후) : 혜헌황후 양씨 양헌용(惠獻皇后 羊氏 羊献容)
    - 제3황자 : 진헌왕(秦獻王) 사마간(司馬柬)
    - 제7황녀 : 평양공주(平陽公主)
    - 제8황녀 : 신풍공주(新豊公主)
    - 제9황녀 : 양평공주(陽平公主)

  - 황후(계후) : 무도황후 양씨 양지(武悼皇后 楊氏 楊芷) (259년~292년)
    - 제16황자 : 발해상왕(渤海殤王) 회(恢)

  - 빈 : 귀빈 좌씨 좌분(貴嬪 左氏 左芬)
  - 빈 : 귀빈 호씨 호방(貴嬪 胡氏 胡芳)
    - 제11황녀 : 무안공주(武安公主)

  - 궁인 : 부인 제갈씨 제갈완(夫人 諸葛氏 諸葛婉)
    - 제13황자 : 여음애왕(汝陰哀王) 사마모(司馬謨)